# Stronsay Airport

i7
i11
i13
Der Stronsay Airport (IATA-Code: SOY, ICAO-Code: EGER) befindet sich auf der Insel Stronsay in Orkney, Schottland.
Der Flughafen hat eine CAA Ordinary Licence (Nummer P540), die Flüge für die Beförderung von Passagieren oder Flugunterricht erlaubt, die vom Lizenznehmer (Orkney Islands Council) zugelassen sind, Nachtflüge sind aber verboten.